# Jaskinia w Szaflarach
Jaskinia w Szaflarach – jaskinia w Skalicach Nowotarskich. Ma dwa otwory wejściowe położone na terenie kamieniołomu w Szaflarach na wysokości 650 m n.p.m. Długość jaskini wynosi 43 metry, a jej deniwelacja 6 metrów.

## Opis jaskini
Do jaskini dostać się można przez dwie prawie pionowe studnie, które zostały odsłonięte podczas prac w kamieniołomie. Na dnie większej studni zaczynają się trzy korytarze z których dwa kończą się po kilku metrach, natomiast trzeci prowadzi do dużej sali, z której odchodzą dwa korytarzyki. Jeden idzie do drugiej, mniejszej studni wejściowej, drugi natomiast kończy się po kilku metrach.

## Przyroda
W jaskini nie ma nacieków. Ściany są wilgotne, rosną na nich wątrobowce, glony, porosty i mchy.

## Historia odkryć
Jaskinia została odkryta podczas prac w kamieniołomie. Nie wiadomo jednak kiedy to nastąpiło. Pierwszy jej plan i opis sporządził Krzysztof Birkenmajer w sierpniu 1968 roku. Jaskinia stanowiła wówczas jedną całość z niewielkim Schroniskiem w Szaflarach (3 m długości), jednak w latach następnych połączenie między tymi jaskiniami zostało zasypane.